# Кільчицький Віталій Ярославович
Кільчицький Віталій Ярославович (нар. 17 червня 1988, Новояворівськ, Україна) — український біатлоніст, чемпіон та призер зимової Універсіади, бронзовий призер чемпіонату світу з біатлону серед юніорів, дворазовий призер чемпіонату Європи з біатлону серед юніорів, учасник чемпіонатів Європи з біатлону, учасник етапів кубка світу з біатлону.

## Виступи на чемпіонатах Європи
| Рік  | Місце проведення    | Інд | Спр | Пр | МС | Ест |
| 2010 | Отепяе              | 47  |     |    |    | 4   |
| 2011 | Ріднаун-Валь Рідана | 31  | 24  | 38 |    | 8   |
| 2012 | Брезно-Осорбліє     | 14  | 31  | 25 |    | 5   |
| 2013 | Банско              | 14  | 26  | 21 |    |     |
| 2014 | Нове Место          | 28  | 12  | 9  |    | 5   |

## Кар'єра в Кубку світу
Першим роком Віталія в біатлоні став 1996 рік, а починаючи з 2008 року він почав виступати за національну збірну України з біатлону.
- Дебют в кубку світу — 19 грудня 2009 року в спринті в Поклюціі — 70 місце.
- Перше попадання в залікову зону — 10 лютого 2011 року в спринті в Форт-Кенті — 40 місце.

## Загальний залік у Кубку світу
- 2010–2011 — 107-е місце (1 очко)
- 2013–2014 — 95-е місце (8 очок)
- 2015–2016 — 49-е місце (127 очок)
- 2016–2017 — 69-е місце (39 очок)

## Подальша кар'єра
Навесні 2017 року бву виключений із збірної України. У вересні цього ж року увійшов до тренерського штабу ХК «Галицькі Леви».

## Статистика стрільби
| № п/п | Сезон     | Загальна       | Індивідуальна гонка | Спринт         | Гонка переслідування | Мас-старт   | Естафета       |
| ----- | --------- | -------------- | ------------------- | -------------- | -------------------- | ----------- | -------------- |
| 1     | 2009-2010 | 78,1 % (25/32) | 0,0 % (0/0)         | 75,0 % (15/20) | 0,0 % (0/0)          | 0,0 % (0/0) | 83,3 % (10/12) |
| 2     | 2010-2011 | 75,0 % (45/60) | 0,0 % (0/0)         | 85,0 % (17/20) | 70,0 % (28/40)       | 0,0 % (0/0) | 0,0 % (0/0)    |
| 3     | 2013-2014 | 87,8 % (36/41) | 0,0 % (0/0)         | 90,0 % (9/10)  | 85,0 % (17/20)       | 0,0 % (0/0) | 90,9 % (10/11) |